# Otochilus
Otochilus es un género que tiene asignada nueve especies de orquídeas epífitas o litofitas. Son endémicas de Himalaya, China, Burma y Tailandia.

## Descripción
Son plantas similares a Coelogyne pero difieren en la columna sin margen, otra diferencia estructural en la columna y en la sub-terminal antera dehiscente.

## Etimología
El nombre del género se refiere al lóbulo del labelo similar a una oreja.

## Especies deOtochilus
| - Otochilus alba - Otochilus forrestii - Otochilus fragrans - Otochilus fusca - Otochilus lancifolia | - Otochilus lancilabius - Otochilus latifolia - Otochilus porrecta - Otochilus pseudoporrectus |